# Omloop van het Houtland 1974
L'Omloop van het Houtland 1974, trentesima edizione della corsa, si svolse il 26 settembre 1974 su un percorso con partenza e arrivo a Lichtervelde. Fu vinto dal belga Willy Planckaert della Ijsboerke-Colner davanti ai suoi connazionali José Vanackere e Serge Vandaele.

## Ordine d'arrivo (Top 10)
| Pos. | Corridore            | Squadra                        | Tempo |
| ---- | -------------------- | ------------------------------ | ----- |
| 1    | Willy Planckaert     | Ijsboerke-Colner               |       |
| 2    | José Vanackere       | Carpenter-Confortluxe-Flandria |       |
| 3    | Serge Vandaele       | M.I.C.-Ludo-De Gribaldy        |       |
| 4    | Fernand Hermie       | Ijsboerke-Colner               |       |
| 5    | Eddy Cael            | Carpenter-Confortluxe-Flandria |       |
| 6    | Marc Renier          | Ijsboerke-Colner               |       |
| 7    | Ronny De Bisschop    | Frisol-Flair Plastics          |       |
| 8    | Willy Van Malderghem | Carpenter-Confortluxe-Flandria |       |
| 9    | André Dierickx       | Merlin Plage-Shimano-Flandria  |       |
| 10   | Herve Vermeeren      | Robot-Office du Meuble         |       |